# إنريكو فانتيني
إنريكو فانتيني (بالإيطالية: Enrico Fantini)، (مواليد كونيو في 27 فبراير 1976) ، لاعب كرة قدم إيطالي.
و هو يلعب مع نادي مودينا.

## روابط خارجية
- إنريكو فانتيني على موقع قاعدة بيانات كرة القدم.إي يو (الإنجليزية)
- إنريكو فانتيني على موقع Soccerway.com (الإنجليزية)
- إنريكو فانتيني على موقع عالم كرة القدم.نت (الإنجليزية)
- إنريكو فانتيني على موقع كووورة